# Luque (ort)
Luque är en ort i Spanien.   Den ligger i provinsen Province of Córdoba och regionen Andalusien, i den södra delen av landet, 300 km söder om huvudstaden Madrid. Luque ligger 679 meter över havet och antalet invånare är 3 253.
Terrängen runt Luque är huvudsakligen kuperad, men norrut är den platt. Runt Luque är det ganska glesbefolkat, med 22 invånare per kvadratkilometer. Närmaste större samhälle är Baena, 7,5 km nordväst om Luque. Trakten runt Luque består till största delen av jordbruksmark.